# الیخ یورنیا
الیخ یورنیا (بلاروسی: Алег Алегавіч Юрэня؛ زادهٔ ۲۱ مهٔ ۱۹۹۰) قایقران کانو اهل بلاروس است.
وی در مسابقات کشوری و بین‌المللی در مجموع برندهٔ ۵ مدال طلا، ۵ مدال نقره، ۹ مدال برنز شده‌است.